# Asio madagascariensis
Il gufo del Madagascar (Asio madagascariensis (A.Smith, 1834)) è un uccello rapace della famiglia degli Strigidi, endemico del Madagascar..

## Descrizione
Raggiunge lunghezze di 31–36 cm. Presenta una testa di colore bruno scuro con disco facciale di colore bruno ruggine, iridi di colore arancione e becco nero. Il piumaggio delle parti superiori è di colore uniformemente bruno nerastro mentre quello delle parti inferiori è più chiaro con marcate striature nere.

## Biologia

### Alimentazione
Si nutre prevalentemente di piccoli mammiferi quali roditori (Eliurus myoxinus, Eliurus minor, Rattus rattus), lemuri (Microcebus rufus), pipistrelli (Hipposideros commersoni), e in misura minore di altri uccelli (Eurystomus glaucurus, Hypsipetes madagascariensis), rettili (Uroplatus spp.), anfibi (Boophis spp.) e insetti (ortotteri e libellule).

### Riproduzione
Non si hanno molte informazioni sulla sua riproduzione: nidifica tra agosto ed ottobre, talora utilizzando vecchi nidi abbandonati di altre specie.

## Distribuzione e habitat
La specie è diffusa in tutto il Madagascar, sino ai 1600 m di altitudine.
È presente sia nella foresta umida che nella foresta decidua secca.

## Conservazione
La IUCN Red List classifica Asio madagascariensis come specie a basso rischio (Least Concern).
La specie è inserita nella appendice II della Convenzione sul commercio internazionale delle specie minacciate di estinzione (CITES).